# Добрі Ставревський
Олександр Сариєвський (20 липня 1922 - 19 грудня 2002) — македонський співак, виконавець македонської народної музики та композитор новостворених народних пісень.

## Біографія
Сариєвський народився в Галичнику, а середню школу закінчив у Скоп'є. Там же почав грати на акордеоні. У 1946 році на Македонському радіо записав пісню «А бре невесто око калешо». Також Сариєвський є одним із засновників ансамблю «Танец».
Сариєвський помер 19 грудня 2002 року. З нагоди його смерті міністр культури Благой Стефановський надіслав телеграму, в якій висловив щирі співчуття його родині, зазначивши, що «зі смертю цієї особи пішла людина, яка через звук барабана в «Тешкото», через народну пісню протягом усього життя, від Галичника до легенди, оспівувала душу і сутність македонського народу».

## Творчість
Сариєвський — композитор і автор відомої пісні «Зајди, зајди јасно сонце». У своїх піснях він оспівав рідний Галичник, нерозділене кохання, сум, але більш відомий - жартівливими піснями. Його музичний доробок є частиною македонської культурної спадщини. Також Олександр є одним із засновників ансамблю «Танец», з яким він постійно їздив по світу, поширюючи оригінальну македонську народну мелодію.
Сариєвський найбільше запам'ятався своєю інтерпретацією таких пісень:
- „Зајди, зајди јасно сонце“ (автор)
- „Учи ме мајко, карај ме“
- „Јовано, Јованке
- „Море сокол пие“
- „Дејгиди луди млади години“
- „Абер дојде, Донке“
- „Зајко кукурајко“
- „Кандисал Ајрудин паша“ та інших.

Він також створив ряд пісень, таких як:
- Врати ни се мило чедо[4]
- Зајди, зајди, јасно сонце[5]

### Дискографія
- Олександр Сариєвський, PGP RTB, EP 12703.
- Македонська фольклорна класика, Олександр Сариєвський. Македонське радіо і телебачення.